# Храмов, Юрий Васильевич
Храмов Юрий Васильевич (18 января 1916, Москва — 30 августа 1997, Санкт-Петербург) — полковник авиации, педагог, ученый, доктор военно-морских наук, специалист в области тактики морской авиации, участник Великой Отечественной войны, защитник Ленинграда.

## Биография
Родился в Москве. Во ходе военных действий Великой Отечественной войны совершил 196 боевых вылетов и сбил 6 самолётов противника.
В 1951 году Храмов закончил обучение в Военно-морской академии. Затем он продолжил нести службу на посту командующего штабом истребительной авиационной дивизии Военно-воздушных сил Тихоокеанского флота. В 1956 году он занял пост старшего преподавателя кафедры тактики авиации Военно-морского флота Военно-морской академии. За время своей научной деятельности Храмов написал более 150 работ, в том числе был автором 4 учебников, 9 учебных пособий, монографии «Авиация Российского флота». Имя Храмова внесено в исторический журнал Военно-морской академии.
В 1973 году он был уволен в запас, продолжил работу в качестве профессора кафедры.
Скончался 30 августа 1997 года в Санкт-Петербурге и был погребен на Северном кладбище.

## Награды
- Медаль «За взятие Кенигсберга»
- Медаль «За победу над Германией в Великой Отечественной войне 1941—1945 гг.»
- Медаль «За оборону Ленинграда»
- Орден Красного Знамени, 03.07.1943
- Орден Красного Знамени, 14.03.1944[3]
- Орден Красного Знамени, 27.07.1944